# Franco Graziosi
Franco Graziosi (* 10. Juli 1929 in Macerata; † 8. September 2021 in Rom) war ein italienischer Schauspieler.

## Leben
Nach seinem Abschluss als Schauspieler 1953 an der Accademia Nazionale d'Arte Drammatica begann seine Theaterlaufbahn am Piccolo Teatro di Milano in Mailand, an dem er die meiste Zeit seiner Laufbahn engagiert war. Bei vielen der Theaterstücke führte Giorgio Strehler Regie, unter anderem bei Carlo Goldonis Theaterkomödie Der Diener zweier Herren. 1967 spielte er bei einer Aufführung des Stückes im Aldwych Theatre in London mit. Neben mehreren Kinofilmen wie Bataillon der Verlorenen (1970), Todesmelodie (1971) und Das Lied von Mord und Totschlag (1972) spielte Graziosi in mehreren TV-Filmen, TV-Serien und TV-Miniserien mit.
Graziosi galt mit seiner derb-maskulinen Art der Darstellung als einer der Veteranen des italienischen Fernsehfilmes.

## Filmografie

### TV-Filme und Kinofilme
- 1961: Racconti dell'Italia di ieri - L' alfiere nero
- 1961: Processo Karamazov
- 1961: Die korsischen Brüder (I fratelli Corsi)
- 1963: Il terrorista
- 1967: Serata con Cesare Pavese
- 1968: Agamennone
- 1969: Die Abrechnung (La resa dei conti: Dal gran consiglio al processo di Verona)
- 1970: Quel maledetto giorno d'inverno... Django e Sartana all'ultimo sangue
- 1970: Bataillon der Verlorenen (Uomini contro)
- 1971: Sierra Maestra
- 1971: Todesmelodie (Giù la testa)
- 1972: Der Fall Mattei (Il caso Mattei)
- 1972: Das Lied von Mord und Totschlag (Los amigos)
- 1976: Al piacere di rivederla
- 1977: Antonio Gramsci - Die Jahre im Kerker (Antonio Gramsci: i giorni del carcere)
- 1981: Nella città perduta di Sarzana
- 1982: La Biondina
- 2000: La vita cambia
- 2001: La piovra 10
- 2004: Questo amore
- 2010: Chiaroscuro
- 2011: Habemus Papam – Ein Papst büxt aus (Habemus Papam)
- 2013: La Grande Bellezza – Die große Schönheit (La grande belleza)

### TV-Serien und Miniserien
- 1960: La pisana
- 1961: Il caso Maurizius
- 1967: Caravaggio - Episode 1.3 (1 Folge)
- 1970: Le cinque giornate di Milano
- 1972: Die rote Kapelle (Fernseh-Miniserie, 3 Folgen)
- 1973: Il caso Lafarge
- 1973: Lungo il fiume e sull'acqua (4 Folgen)
- 1974: L'orchestre rouge
- 1976: Albert e l'uomo nero
- 1977: Sacco e Vanzetti
- 1979: Con gli occhi dell'occidente
- 1980: La velia
- 1992: Allein gegen die Mafia 6 (La piovra 6 - L' ultimo segreto)